# Hotel Diablo
Hotel Diablo (spanisch für „Hotel Teufel“) ist das vierte Studioalbum des US-amerikanischen Rappers Machine Gun Kelly. Es erschien am 5. Juli 2019 über die Labels Bad Boy Entertainment und Interscope Records.

## Produktion
Das Album wurde von einer Vielzahl an Musikproduzenten produziert, darunter BazeXX, SlimmXX, Alexander Lustig, Rory Andrew, Mark Foster und Machine Gun Kelly selbst.

## Covergestaltung
Das Albumcover zeigt ein Kinderfoto von Machine Gun Kelly, der kopfüber abgebildet ist und dessen Kopf aufgeklappt ist. Rechts unten im Bild befindet sich der Titel Hotel Diablo in Weiß und Lila. Der Hintergrund ist dunkelgrau gehalten und besteht aus mit Songtexten beschriebenen Zetteln.

## Gastbeiträge
Auf sechs Liedern des Albums sind neben Machine Gun Kelly weitere Musiker vertreten. So ist der Rapper Lil Skies auf Burning Memories zu hören, während die Sängerin Naomi Wild beim Song Glass House einen Gastauftritt hat. Auf Candy wird Machine Gun Kelly von dem Rapper Trippie Redd unterstützt und I Think I’m Okay ist eine Zusammenarbeitet mit dem Rockmusiker Yungblud und dem Schlagzeuger Travis Barker. Zudem sind die Sängerinnen Madison Love auf Waste Love und Phem auf 5:3666 vertreten.

## Titelliste
| #  | Titel                    | Gastbeiträge            | Produzenten                                                              | Länge |
| -- | ------------------------ | ----------------------- | ------------------------------------------------------------------------ | ----- |
| 1  | Sex Drive                |                         | Mark Foster, BazeXX, SlimmXX                                             | 2:03  |
| 2  | El Diablo                |                         | Ronny J                                                                  | 2:26  |
| 3  | Hollywood Whore          |                         | BazeXX, SlimmXX, Ramii                                                   | 3:23  |
| 4  | Glass House              | Naomi Wild              | Alexander Lustig, Rory Andrew, SlimmXX                                   | 3:21  |
| 5  | Burning Memories         | Lil Skies               | Alexander Lustig, BazeXX, JP Did This 1, SlimmXX                         | 3:36  |
| 6  | A Message from the Count |                         |                                                                          | 0:37  |
| 7  | Floor 13                 |                         | SlimmXX, BazeXX, Big Duke, JP Did This 1                                 | 3:14  |
| 8  | Roulette                 |                         | Cook Classics, Jacob Troth                                               | 3:02  |
| 9  | Truck Norris Interlude   |                         | BazeXX, Dontmindifiduke, JP Did This 1, SlimmXX                          | 0:52  |
| 10 | Death in My Pocket       |                         | BazeXX, Rory Andrew, SlimmXX                                             | 2:59  |
| 11 | Candy                    | Trippie Redd            | Anton Göransson, Tommy Brown                                             | 2:36  |
| 12 | Waste Love               | Madison Love            | Cook Classics                                                            | 3:16  |
| 13 | 5:3666                   | Phem                    | Alexander Lustig, SlimmXX                                                | 3:14  |
| 14 | I Think I’m Okay         | Yungblud, Travis Barker | BazeXX, Machine Gun Kelly, Nick Long, Rory Andrew, SlimmXX, Zakk Cervini | 2:49  |

## Rezeption
| Professionelle Bewertungen | Professionelle Bewertungen |
| -------------------------- | -------------------------- |
| Kritiken                   |                            |
| Quelle                     | Bewertung                  |
| laut.de                    | [ 2 ]                      |
| allmusic                   | [ 3 ]                      |

Mirco Leier von laut.de bewertete Hotel Diablo mit drei von möglichen fünf Punkten. Es sei „ein durchaus persönliches Album,“ das jedoch nicht unbedingt „einen wirklich bleibenden Eindruck hinterlässt.“ Der Rapper arbeite sein Leben emotional „zwischen Melancholie, Aggression und Depression“ auf. Insgesamt liefere er „ein wildes Potpourri, das gleichwohl weder wehtut noch sonderlich überzeugt.“

## Kommerzieller Erfolg

### Chartplatzierungen und Singles
Hotel Diablo stieg am 12. Juli 2019 für eine Woche auf Platz 75 in die deutschen Charts ein. Am erfolgreichsten war das Album in den Vereinigten Staaten, wo es Rang 5 erreichte und sich 20 Wochen in den Top 200 hielt.
Am 17. Mai 2019 wurde der Song Hollywood Whore als erste Single des Albums veröffentlicht, gefolgt von der zweiten Auskopplung El Diablo am 31. Mai. Die dritte Single I Think I’m Okay erschien am 7. Juni 2019 und erreichte Platz 90 der britischen Charts. Am Erscheinungstag des Albums wurde zudem das Lied Glass House ausgekoppelt. Des Weiteren erschien am 16. Oktober 2019 ein Musikvideo zum Song 5:3666.
| ChartsChartplatzierungen       | Höchstplatzierung | Wochen |
| ------------------------------ | ----------------- | ------ |
| Deutschland (GfK)              | 75 (1 Wo.)        | 1      |
| Österreich (Ö3)                | 37 (1 Wo.)        | 1      |
| Schweiz (IFPI)                 | 36 (2 Wo.)        | 2      |
| Vereinigte Staaten (Billboard) | 5 (20 Wo.)        | 20     |
| Vereinigtes Königreich (OCC)   | 43 (2 Wo.)        | 2      |

### Auszeichnungen für Musikverkäufe
Hotel Diablo wurde im Jahr 2023 für mehr als 500.000 Verkäufe in den Vereinigten Staaten mit einer Goldenen Schallplatte ausgezeichnet. Im Vereinigten Königreich erhielt es 2022 für über 60.000 verkaufte Einheiten eine Silberne Schallplatte.
| Land/Region                  | Auszeichnungen für Musikverkäufe (Land/Region, Auszeichnung, Verkäufe) | Verkäufe |
| ---------------------------- | ---------------------------------------------------------------------- | -------- |
| Dänemark (IFPI)              | Gold                                                                   | 10.000   |
| Finnland (IFPI)              | Gold                                                                   | 10.000   |
| Neuseeland (RMNZ)            | Gold                                                                   | 7.500    |
| Ungarn (MAHASZ)              | Platin                                                                 | 4.000    |
| Vereinigte Staaten (RIAA)    | Gold                                                                   | 500.000  |
| Vereinigtes Königreich (BPI) | Silber                                                                 | 60.000   |
| Insgesamt                    | 1× Silber · 4× Gold · 1× Platin ·                                      | 591.500  |